# Елдерейдо (Меріленд)
Елдерейдо (англ. Eldorado) — місто (англ. town) в США, в окрузі Дорчестер штату Меріленд. Населення — 45 осіб (2020).

## Географія
Елдерейдо розташоване за координатами 38°34′58″ пн. ш. 75°47′25″ зх. д. / 38.58278° пн. ш. 75.79028° зх. д. (38.582900, -75.790345).  За даними Бюро перепису населення США в 2010 році місто мало площу 0,21 км², з яких 0,20 км² — суходіл та 0,01 км² — водойми. В 2017 році площа становила 0,20 км², з яких 0,19 км² — суходіл та 0,01 км² — водойми.

## Демографія
Згідно з переписом 2010 року, у місті мешкало 59 осіб у 23 домогосподарствах у складі 17 родин. Густота населення становила 283 особи/км².  Було 26 помешкань (125/км²).
Расовий склад населення:
| - 81,4 % — білих - 10,2 % — чорних або афроамериканців - 1,7 % — азіатів |

До двох чи більше рас належало 6,8 %. Частка іспаномовних становила 1,7 % від усіх жителів.
За віковим діапазоном населення розподілялося таким чином: 28,8 % — особи молодші 18 років, 59,3 % — особи у віці 18—64 років, 11,9 % — особи у віці 65 років та старші. Медіана віку мешканця становила 37,3 року. На 100 осіб жіночої статі у місті припадало 90,3 чоловіків;  на 100 жінок у віці від 18 років та старших — 75,0 чоловіків також старших 18 років.
Середній дохід на одне домашнє господарство  становив 65 976 доларів США (медіана — 78 750), а середній дохід на одну сім'ю — 74 992 долари (медіана — 95 417). За межею бідності перебувало 12,3 % осіб, у тому числі 15,0 % дітей у віці до 18 років та 14,3 % осіб у віці 65 років та старших.
Цивільне працевлаштоване населення становило 25 осіб. Основні галузі зайнятості: освіта, охорона здоров'я та соціальна допомога — 36,0 %, мистецтво, розваги та відпочинок — 28,0 %, роздрібна торгівля — 8,0 %, науковці, спеціалісти, менеджери — 8,0 %.